# Javier Escovedo
Javier Escovedo je americký zpěvák a kytarista, mimo jiné člen kapel The Zeros a True Believers.

## Život
Narodil se v San Diegu. Několik jeho sourozenců (pochází z dvanácti) se rovněž věnovalo hudbě. Pete (1935) a Coke (1941–1986) byli perkusionisté, kteří hráli například s Carlosem Santanou. Phil byl basista, který hrál mj. s bratry Petem a Cokem, ale také s Calem Tjaderem. Alejandro (1951) je zpěvákem a kytaristou, který se po působení v několika kapelách proslavil jako sólový umělec. Mladší Mario byl zpěvákem a kytaristou skupiny The Dragons. Jeho neteří je bubenice Sheila E., dcera Petea.
Na kytaru hrál od mládí, v roce 1976 založil punkrockovou kapelu The Zeros. S tou do jejího rozpadu v roce 1980 vydal několik singlů a předskakoval například Johnu Caleovi a skupině The Clash. Počátkem 80. let se usadil v Austinu a v letech 1982 až 1987 působil spolu se svým starším bratrem Alejandrem ve skupině True Believers, která v roce 1986 vydala své jediné album. V letech 2012 až 2013 došlo k obnovení kapely. Počátkem 90. let obnovil kapelu The Zeros, která postupně vydala tři desky, Knockin' Me Dead (1994), Over the Sun (1995) a Right Now! (1999). Rovněž působil, spolu s Kenem Stringfellowem, ve skupině Chariot, která v roce 1998 vydala svou jedinou desku I Am Ben Hur. V pozdějších letech se hudbě věnoval méně, občas vystupoval sólově.
V roce 2004 přispěl písní „The Rain Won't Help“ na tributní album Por Vida, vydané za účelem výběru financí na léčbu nemoci jeho bratra Alejandra. Rovněž hostoval na albu Rock N Roll Kamikaze kapely The Dragons, v níž zpívá jeho bratr Mario. Počínaje rokem 2007 opět vystupuje s The Zeros.
V roce 2012 vydal své debutové sólové album City Lights. Roku 2016 vyšla jeho druhá sólová deska Kicked Out of Eden.

## Diskografie

### Sólová
- City Lights (2012)
- Kicked Out of Eden (2016)

### Ostatní
- True Believers (True Believers, 1986)
- Hard Road (True Believers, 1994; kompilace)
- Knockin' Me Dead (The Zeros, 1994)
- Over the Sun (The Zeros, 1995; koncertní album)
- I Am Ben Hur (Chariot, 1998)
- Empty Heaven (White Flag, 1998)
- Right Now! (The Zeros, 1999)
- The Good, The Bad, The Ugly (Sonny Vincent, 2003)
- Por Vida: A Tribute to the Songs of Alejandro Escovedo (různí interpreti, 2004)
- Rock N Roll Kamikaze (The Dragons, 2004)
- Eyein' Lies (Mike McCoy's Trompe-l'œil, 2019)
- Niños del Sol (The Division Men, 2019)